# Maskenzwergpapagei

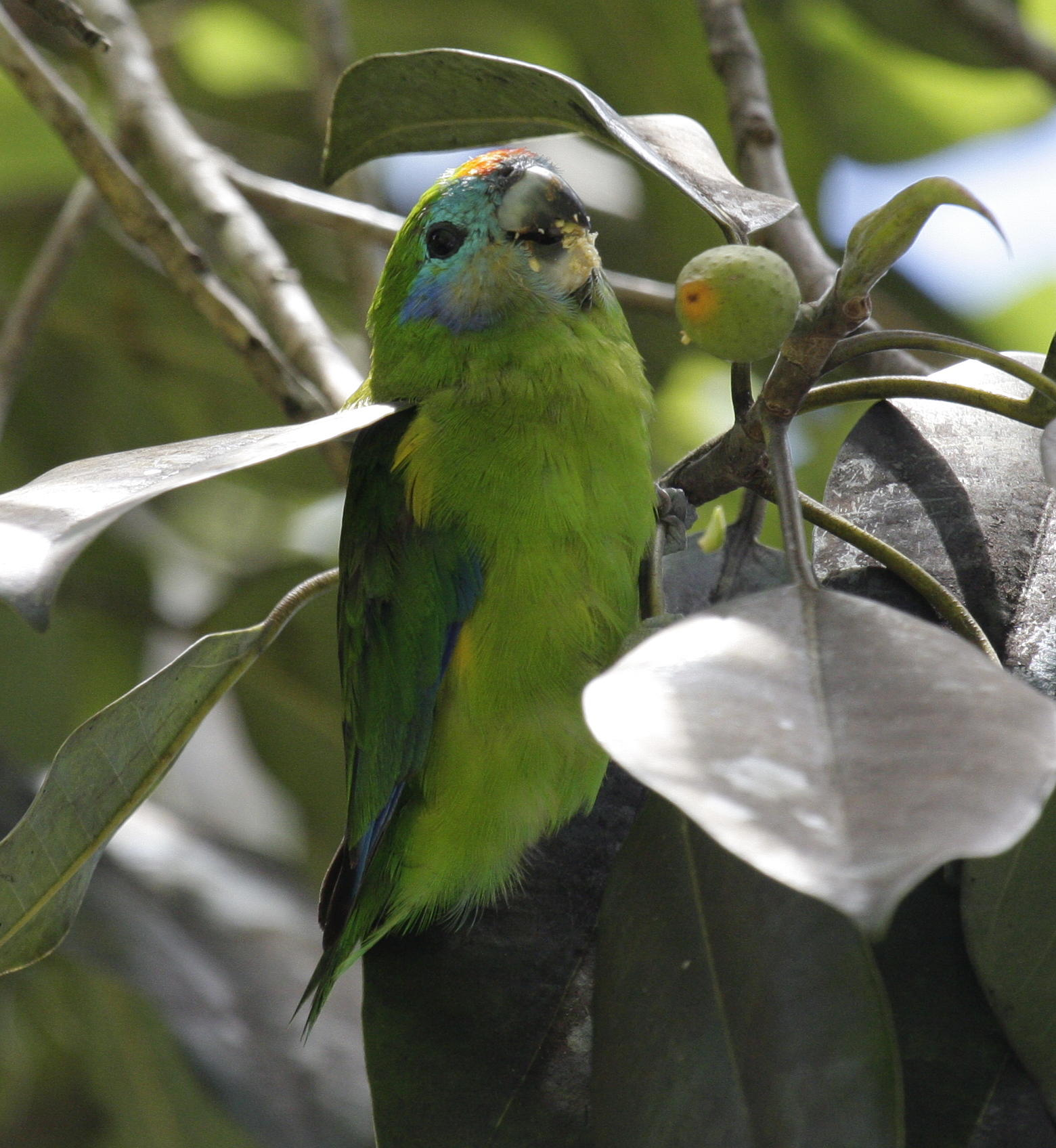
Maskenzwergpapagei, Weibchen

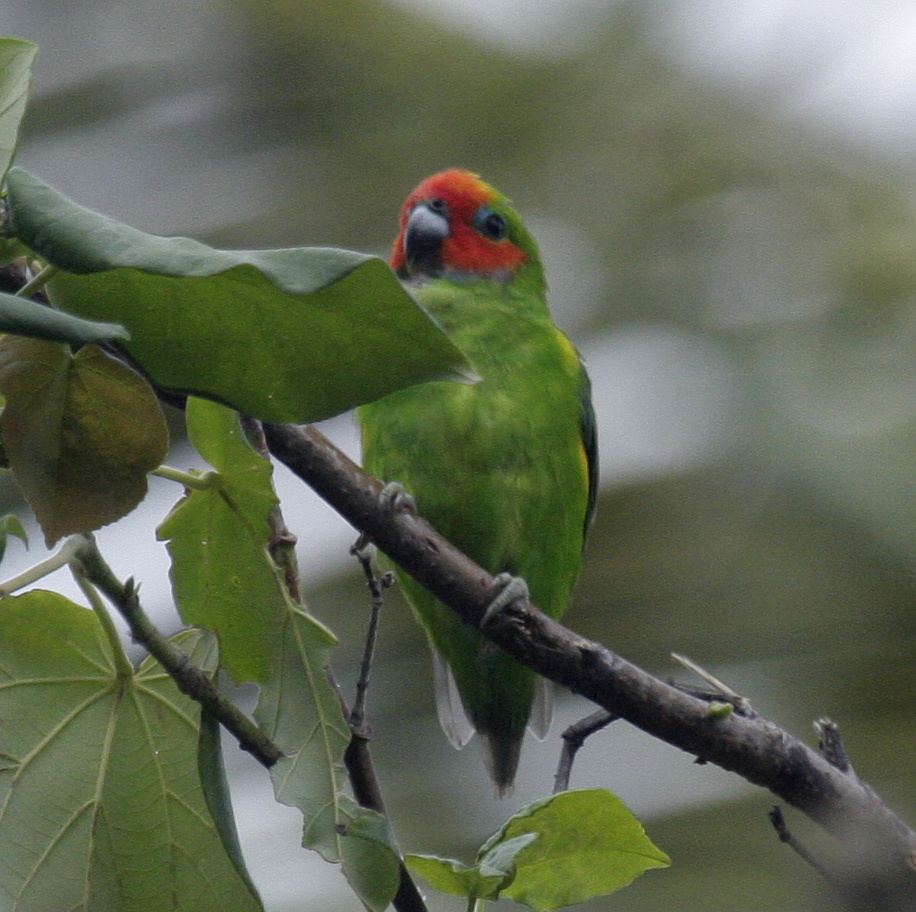
Maskenzwergpapagei, Männchen

Der Maskenzwergpapagei (Cyclopsitta diophthalma) ist eine Papageienart, die in der australasiatischen Region verbreitet ist. Er bewohnt überwiegend Wälder auf Neuguinea und angrenzenden Inseln, kommt jedoch auch an der tropischen Nordostküste Australiens vor. Mit einer Körperlänge von 13 Zentimeter ist es der kleinste Papagei, der in Australien vorkommt.
Es werden acht Unterarten unterschieden. Davon kommen drei Unterarten in Australien vor, die alle einen Geschlechtsdimorphismus aufweisen. Die Männchen haben dabei in der Regel einen größeren roten Federbereich im Gesicht als die Weibchen.
Die Art wird insgesamt von der IUCN als nicht gefährdet eingestuft. Der Status einiger Unterarten ist jedoch weniger positiv. Der Blauwangen-Maskenzwergpapagei (C. d. coxeni) ist einer von Australiens seltensten Vögeln. Seit John Gould ihn im Jahre 1866 das erste Mal beschrieb, wurde er weniger als 200 Mal gesichtet. Er ist in Australien streng geschützt. Über die Lebensweise der Maskenzwergpapageien ist allerdings generell wenig bekannt, da sie schwierig zu beobachten sind. Sie halten sich im Blätterwerk von Regenwaldbäumen auf und sind dort auf Grund ihrer Gefiederfärbung nur schwer auszumachen.

## Beschreibung
Maskenzwergpapageien erreichen eine Körperlänge von 13 Zentimeter und wiegen zwischen 25 und 41 Gramm.
Männchen der Nominatform haben ein kräftig grünes Gefieder. Die Körperunterseite ist dabei etwas gelblicher. Die Stirn, die Zügel, Scheitel, Wangen und Ohrendecken sind kräftig rot. Hinter dem roten Gefiederteil des Scheitels verläuft ein gelbes Band. Über und unter dem Auge befindet sich jeweils ein blaugrünlicher Fleck. Unterhalb des roten Wangengefieders befindet sich ein helllila Band. Die Flanken und die seitliche Brust sind leuchtend gelb. Der Schwanz ist dunkelgrün. Der Schnabel ist an seiner Basis hellgrau und wird zur Spitze hin dunkelgrau. Die Iris ist dunkelbraun. Die Beine sind grünlich-grau.
Bei den Weibchen der Nominatform fehlen rote Kopfpartien. Ihr vorderer Scheitel ist violettblau und von einem schmalen, helleren Band begrenzt. Die einzelnen Unterarten unterscheiden sich von der Nominatform überwiegend durch die Farbaufteilung der Gesichtsmaske.
Der Flug der Maskenzwergpapageien ist schnell und gradlinig. Normalerweise fliegen sie hoch über dem Baumwipfeln des Regenwalds. Sie meiden es, Baumkronen zu durchfliegen. Während des Fluges ist ein scharfes, durchdringendes tsiet als Kontaktruf zu hören. Der Warnruf ist schrill und sehr laut.

## Verhalten
Der Maskenzwergpapagei frisst fast ausschließlich Samen reifer und fast reifer Feigen. Eine geringere Rolle in ihrer Ernährung spielen eine Reihe von Früchten von sowohl in ihrem Verbreitungsgebiet heimischer wie eingeführter oder kultivierter Pflanzen. Sie nehmen auch Nektar und Pollen auf. Sehr wahrscheinlich fressen sie auch Insekten und deren Larven. Die Nahrungsaufnahme erfolgt in der Regel paarweise oder in kleinen Trupps aus einigen wenigen Individuen.
Anders als die meisten Papageien gräbt der Maskenzwergpapagei seine Höhle selbst. Er nutzt zur Höhlenanlage verrottende Baumstümpfe und tote Äste. Die Fortpflanzungszeit fällt in Australien in den Zeitraum August bis November. Es liegen nur wenige Beobachtungen über das Fortpflanzungsverhalten im Freiland vor. Aus Beobachtungen an in menschlicher Obhut gehaltenen Vögeln weiß man, dass das Graben der Nisthöhle wesentlich ist, damit das Weibchen in Brutstimmung kommt. Das Gelege besteht aus zwei Eiern, die mit einem Legeabstand von 48 Stunden gelegt werden. Es brütet nur das Weibchen. Jungvögel verlassen mit etwa 50 Lebenstagen das Nest.

## Unterarten
Die folgenden Unterarten werden für den Maskenzwergpapagei unterschieden.
- Cyclopsitta diophthalma diophthalma (Hombron & Jacquinot, 1841)[8] kommt auf den westlichen Inseln Papua-Neuguinea und Neuguinea mit Ausnahme des südlich zentralen Gebiets.
- Cyclopsitta diophthalma aruensis (Schlegel, 1874)[9] kommt auf den Aru-Inseln vor.
- Cyclopsitta diophthalma virago Hartert, E, 1895[10] ist auf der Goodenough und Fergusson-Insel verbreitet.
- Cyclopsitta diophthalma inseparabilis Hartert, E, 1898[11] kommt auf Vanatinai vor.
- Cyclopsitta diophthalma marshalli (Iredale, 1946)[12] ist auf der Kap-York-Halbinsel verbreitet.
- Cyclopsitta diophthalma macleayana Ramsay, EP, 1874[13] kommt im nordöstlichen Queensland vor.
- Cyclopsitta diophthalma coxeni Gould, 1867[14] ist im südöstlichen Queensland und dem nordöstlichen New South Wales verbreitet.

## Belege

### Weblink
- Cyclopsitta diophthalma in der Roten Liste gefährdeter Arten der IUCN 2013.2. Eingestellt von: BirdLife International, 2012. Abgerufen am 26. Dezember 2013.